# マルチン・シュバゲルコ
マルチン・シュバゲルコ（Martin Švagerko、1967年10月2日 - ）は、スロバキア、バンスカー・ビストリツァ出身の元スキージャンプ選手。1984年から1994年にかけてチェコスロバキアおよびスロバキア代表として国際大会で活躍した。

## プロフィール
シュバゲルコは16歳の時1983-1984シーズンのスキージャンプ週間で国際大会にデビュー、ジャンプ週間の4戦では41位が最高位だったが、ノルディックスキージュニア世界選手権個人戦で優勝、サラエボオリンピック代表に抜擢されて70m級42位となった。
1986年12月21日のシャモニー（フランス）でスキージャンプ・ワールドカップ初勝利、1989年ノルディックスキー世界選手権ではイジー・パルマ、ラディスラフ・ドゥルホシュ、パベル・プロッツとともに団体戦銅メダルを獲得した。
1993年にチェコ共和国とスロバキア共和国が独立したが、1993年ノルディックスキー世界選手権にはチェコ、スロバキア混成チームで出場、フランチシェック・イエジュ、イジー・パルマ、ヤロスラフ・サカラ（いずれもチェコ）とともに銀メダルを獲得した。
1994年リレハンメルオリンピックにスロバキア代表として出場、ノーマルヒル25位、ラージヒル28位となった。